# Van der Vormkapel
De Van der Vormkapel is een in 1934 gebouwde kapel, die rechtstreeks verbonden is met de Sint-Janskerk te Gouda.

De van der Vormkapel is speciaal gebouwd voor zeven Reguliersglazen, die afkomstig waren uit een van de Goudse kloosters, het Regulierenklooster op de Raam. Na de afbraak van de kloosterkapel omstreeks 1580 werden de glazen op last van het stadsbestuur overgebracht naar de Sint-Janskerk. De originele glazen zijn ontworpen door Dirck Crabeth en vervaardigd door één of meer van zijn medewerkers. In de Sint-Janskerk werden deze glazen samengevoegd tot twee glazen en in de zuidzijde van het koor van de kerk geplaatst. Een rijmpje uit die tijd geeft de volgende toelichting:
Deze twee glazen hier staende present
Zijn 't Regulieren Convent eerst toegedoght;
En als 't klooster ter neer lag heel geschend
Nu hier belend, ende ten oorbaar gebroght.
De Delftse ingenieur en glazenier Jan Schouten wist in de dertiger jaren van de 20e eeuw, op basis van de originele kartons, zeven glazen weer te reconstrueren. De glazen beelden Passie (gevangenneming, bespotting, ecce homo en kruisiging), Opstanding, Hemelvaart en Pinksteren uit. Volgens Bosch zijn er mogelijk nog drie glazen meer geweest. Goudriaan veronderstelt dat er oorspronkelijk elf glazen zijn geweest. Hij baseert dit op een eerder, maar niet uitgevoerd, ontwerp, op het ontbreken van voorstellingen in een passiereeks en op het bestek van de kloosterkapel uit 1554 waar rekening werd gehouden met elf vensters. In 1573 werden er vernielingen in het klooster aangericht - de glazen waren er uitgesmeten - volgens het dagboek van Wouter Jacobsz. Maes. Mogelijk zijn de glazen toen onherstelbaar beschadigd.
De bouw van de kapel aan de oostzijde van de Sint-Janskerk werd bekostigd door de Rotterdamse reder Willem van der Vorm. De kapel — die zijn naam zou gaan dragen — bestemde hij ter nagedachtenis aan zijn moeder Maaike Lagendijk. Hij financierde ook de restauratie van de zeven reguliersglazen. De kapel zelf was een ontwerp van de architect Willem Kromhout. Boven de entree is een gebeeldhouwde kop van glazenier Schouten geplaatst, gemaakt door Theo Vos.

## De ontwerpen (cartons)
Het Museum Gouda en de Goudse Sint-Janskerk exposeerden in het voorjaar van 2013 de ontwerptekeningen (cartons) van de glazen De gevangenneming, De bespotting, Jezus door Pilatus aan het volk getoond, ecce homo en De kruisdraging.

## De zeven regulierenglazen

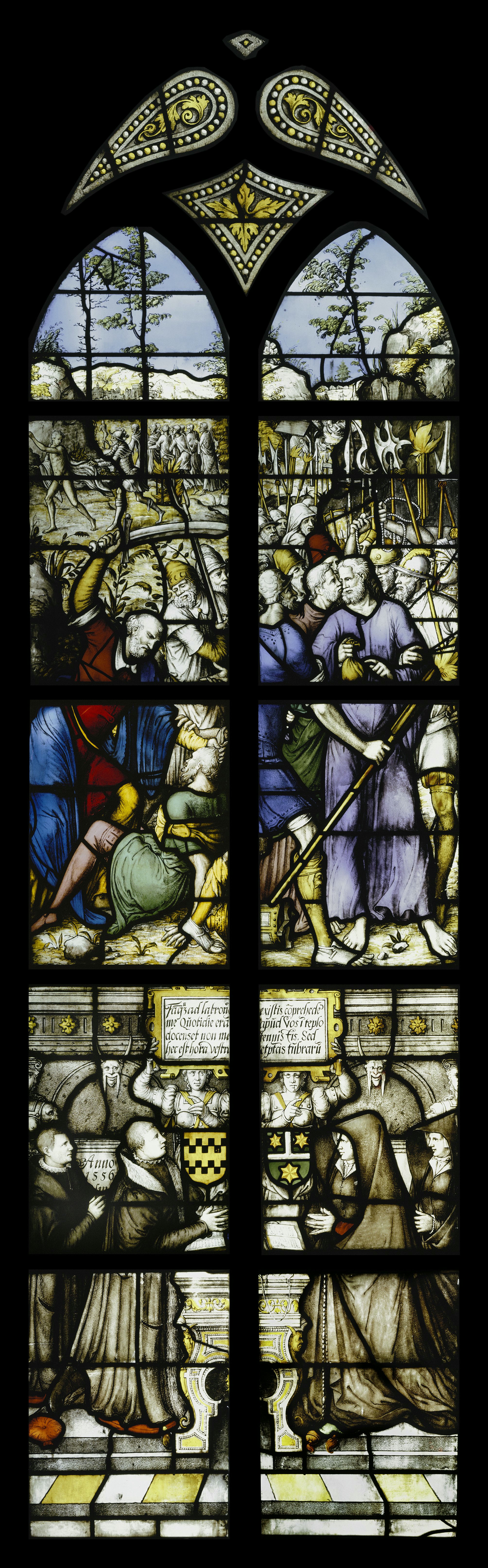
Glas 58 - De gevangenneming (1556)
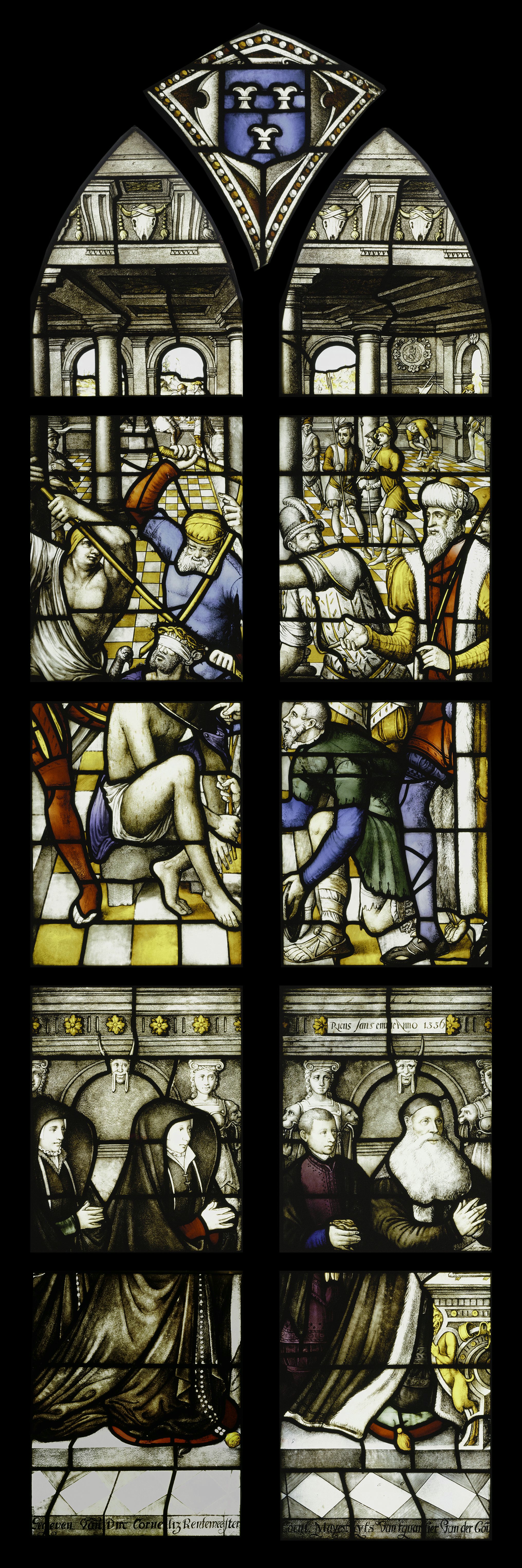
Glas 59 - De bespotting (1556)
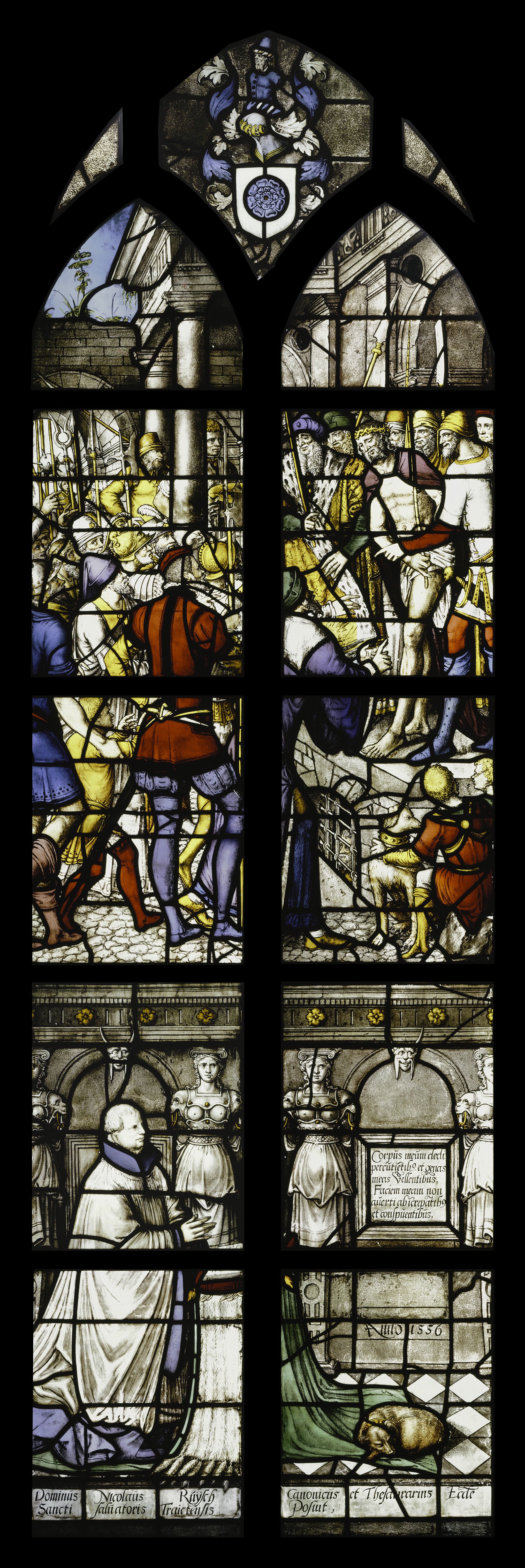
Glas 60 - Jezus door Pilatus aan het volk getoond, ecce homo (1556)
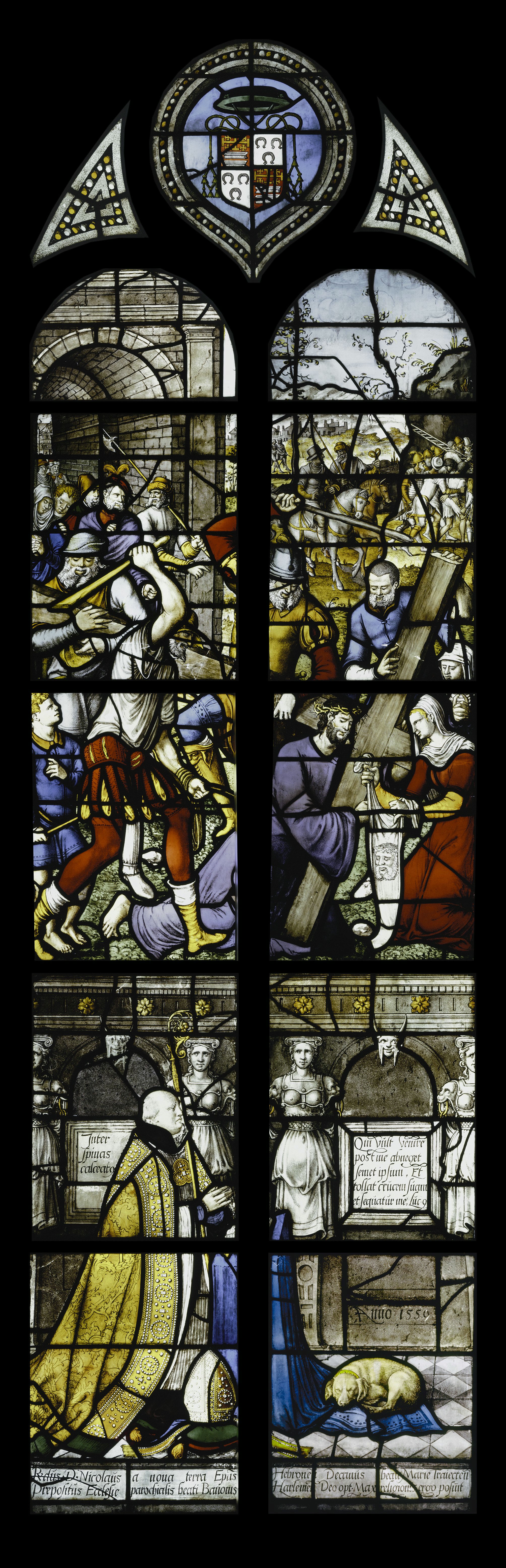
Glas 61 - De kruisdraging (1557)
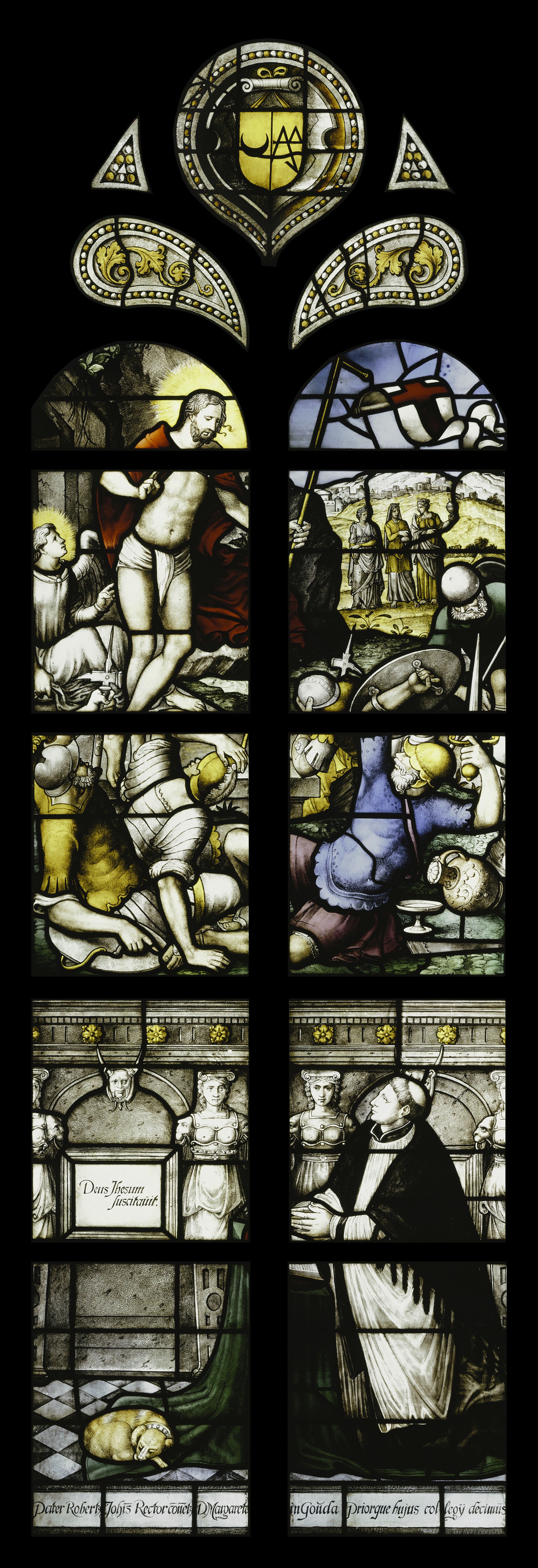
Glas 62 - De opstanding (circa 1557)
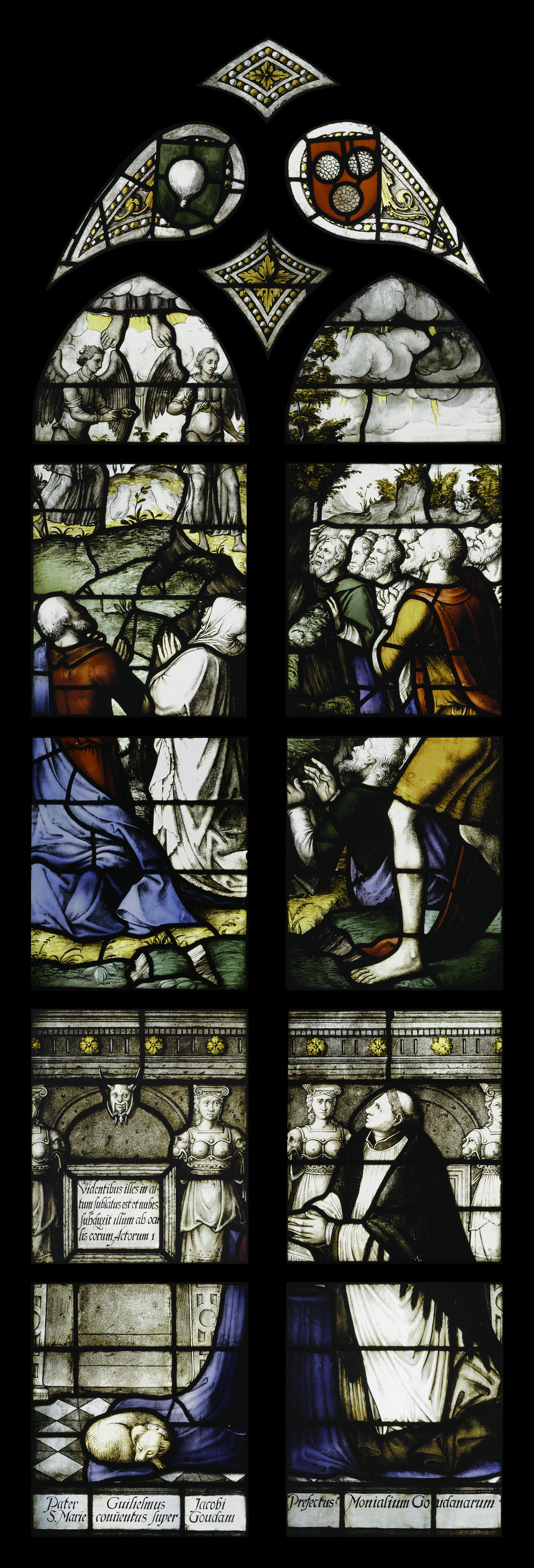
Glas 63 - De hemelvaart (circa 1557)
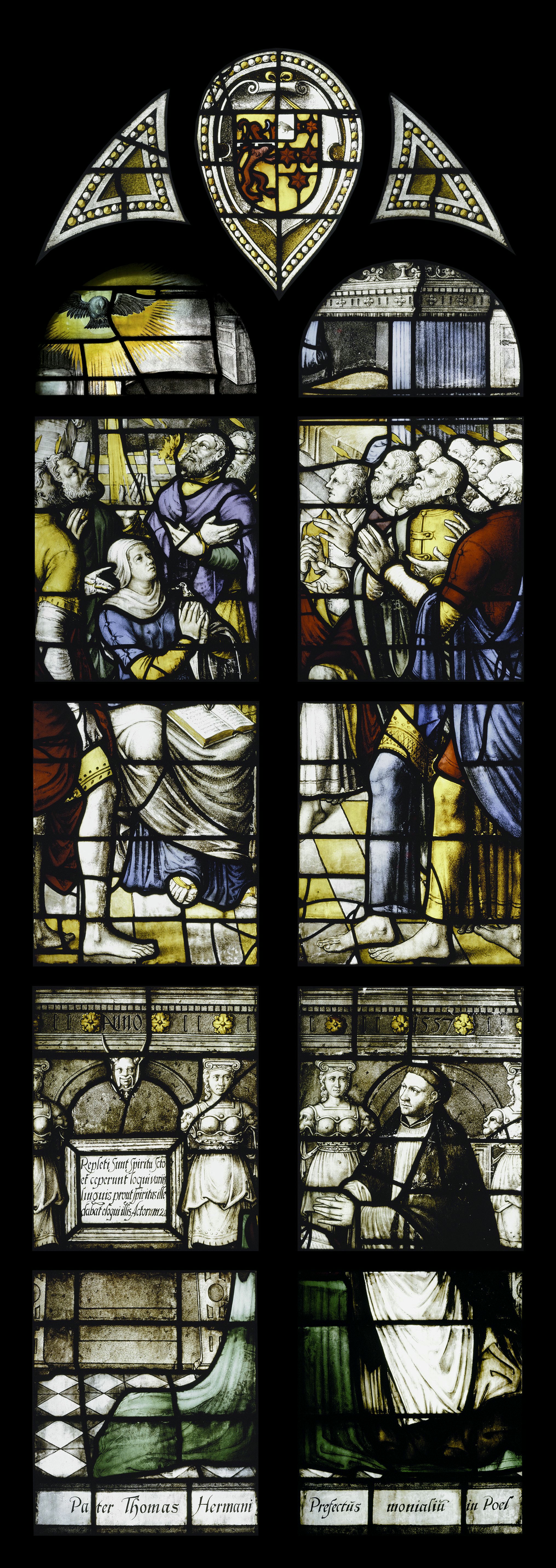
Glas 64 - De uitstorting van de Heilige Geest (1557)

## De schenkers van de regulierenglazen

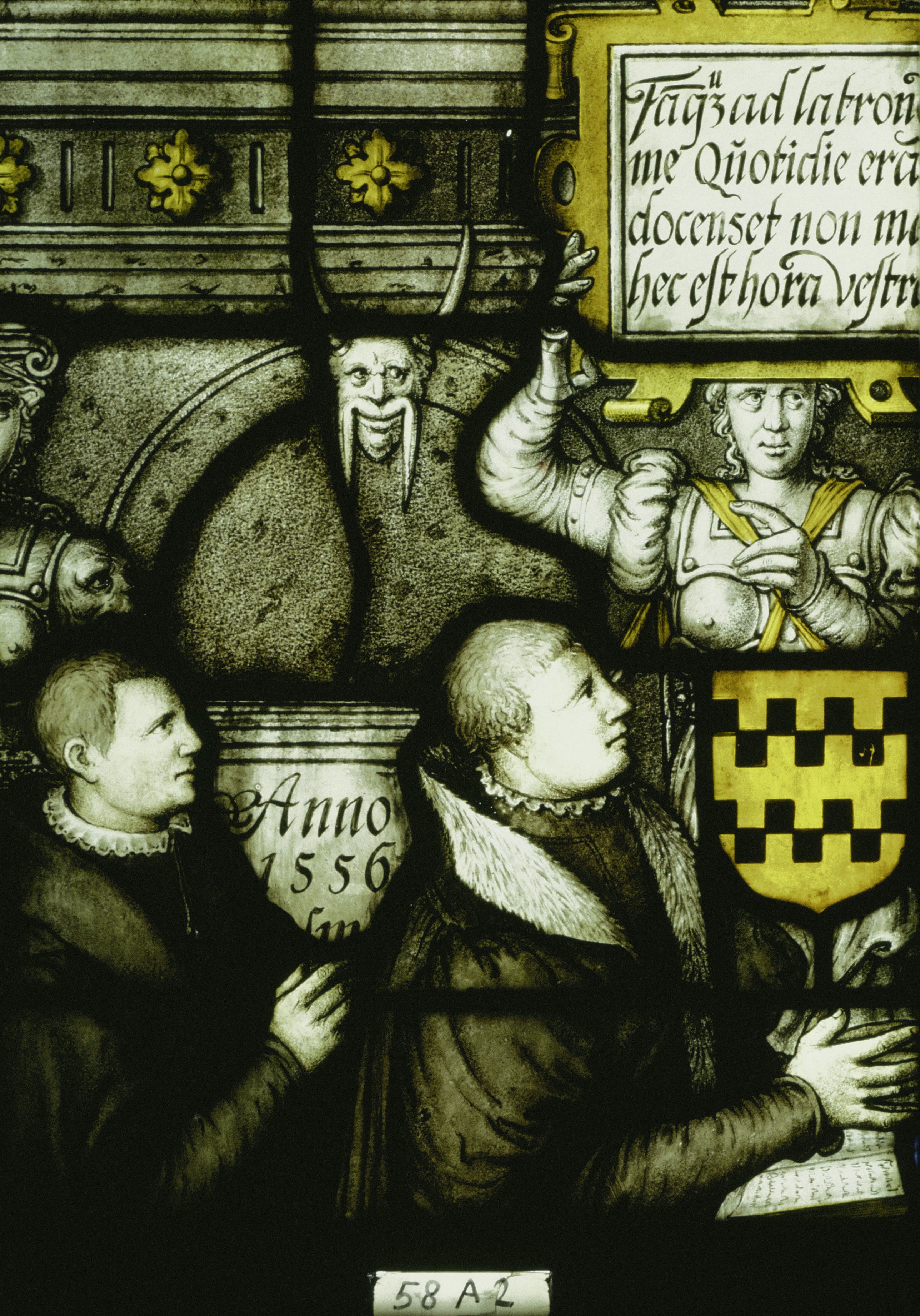
Glas 58 - Rechts Jan Heye, burgemeester Gouda
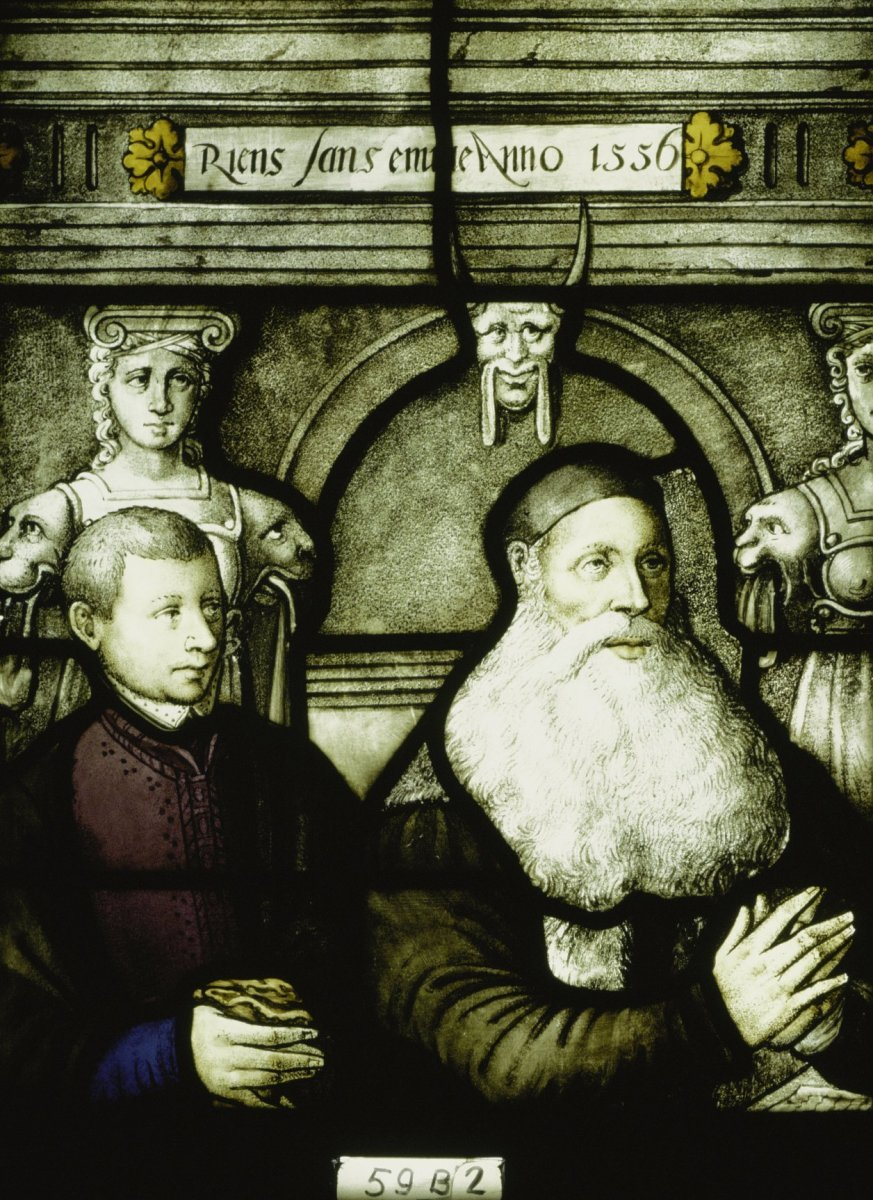
Glas 59 - Rechts Dirck van Reynegom, rentmeester
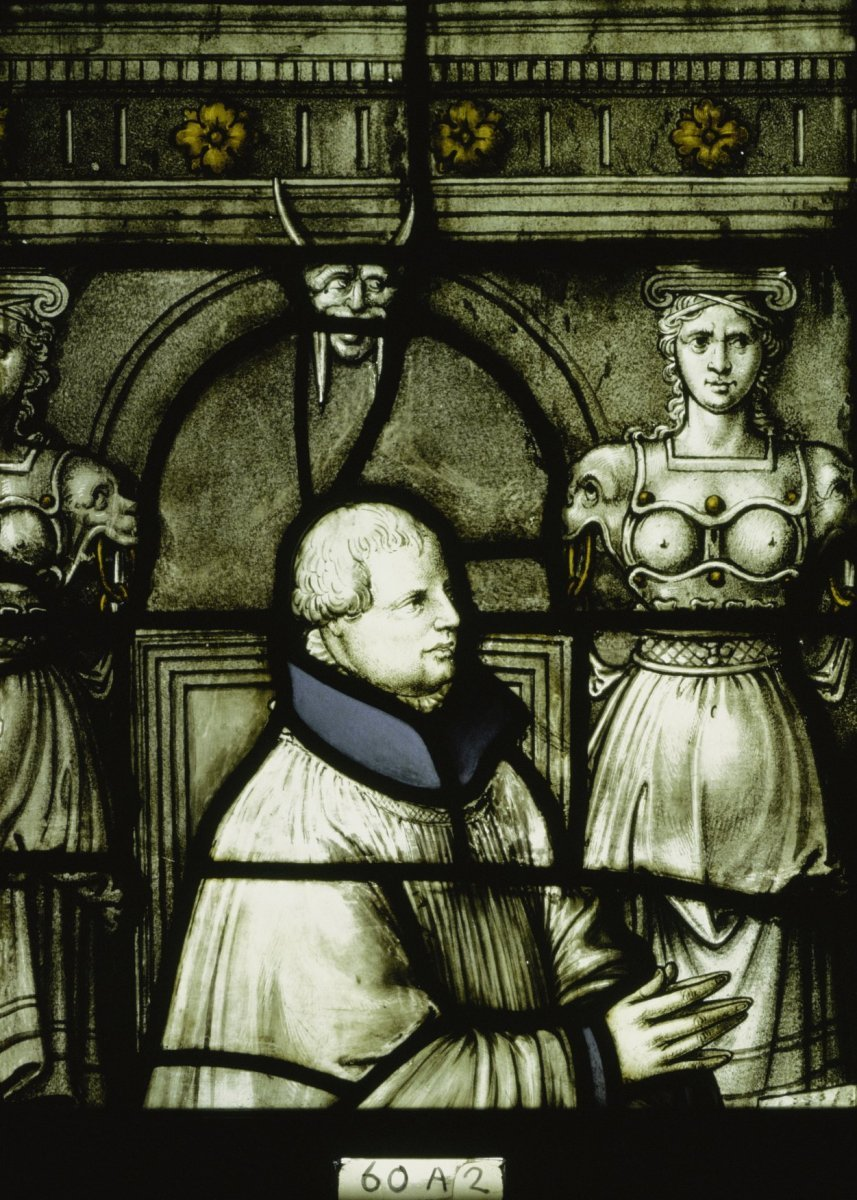
Glas 60 - Nicolaas Ruysch, thesaurier Oudmunster
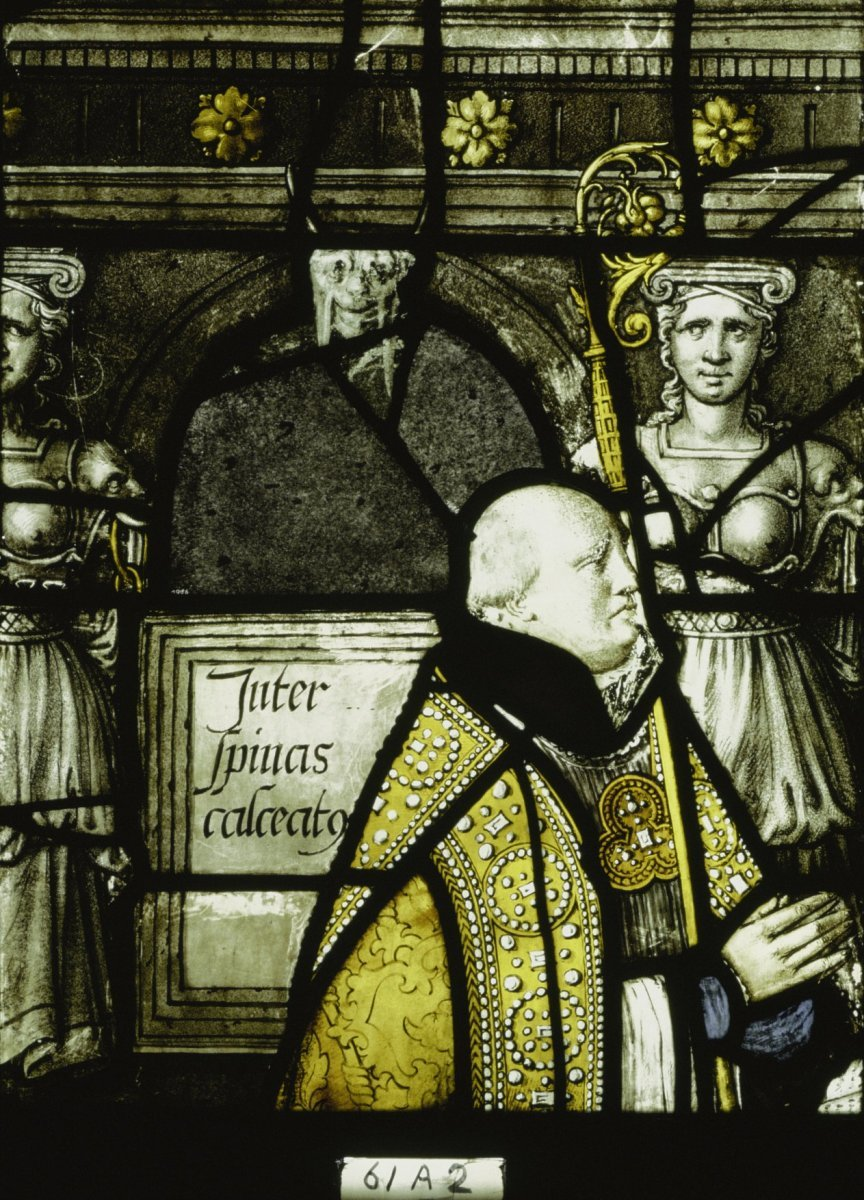
Glas 61 - Nicolaas van Nieuwland, wijbisschop Utrecht
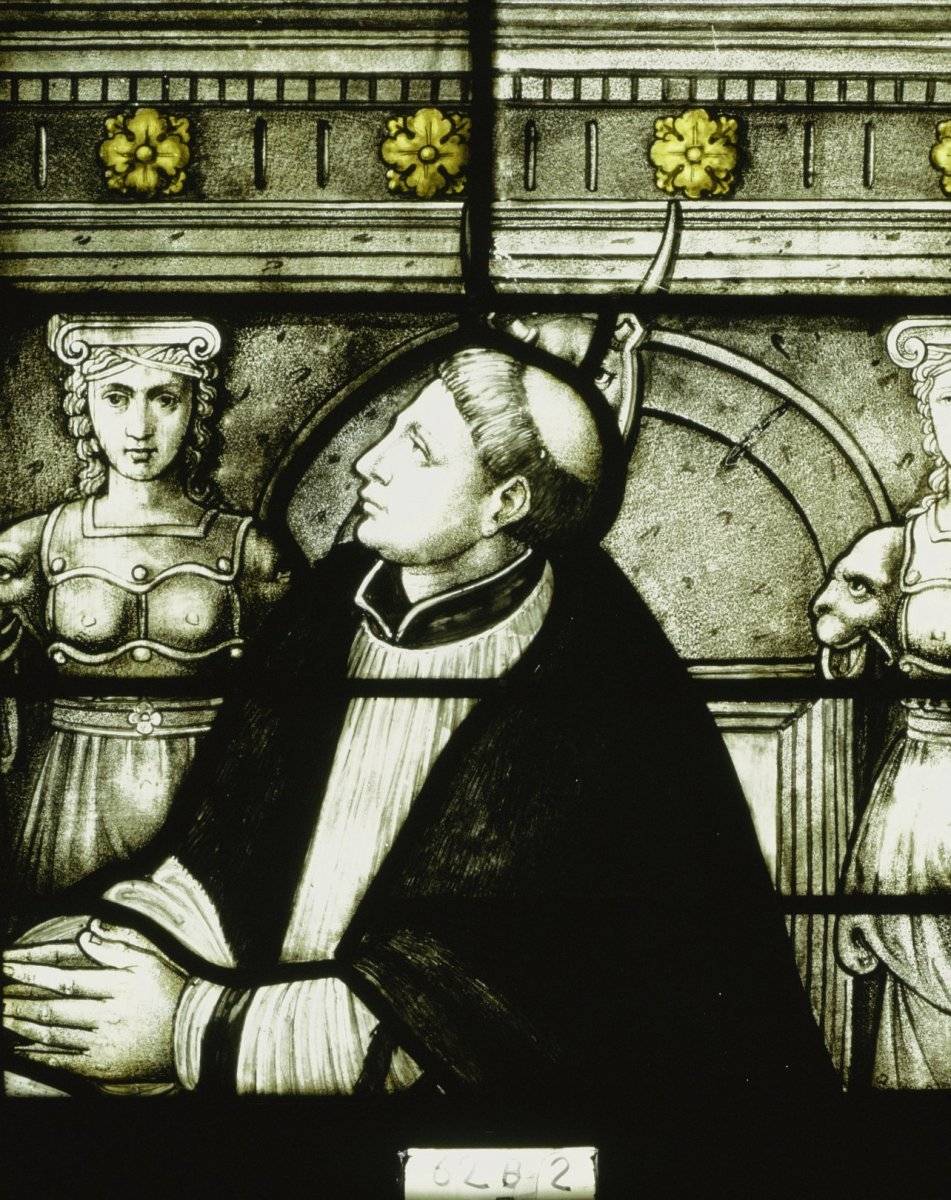
Glas 62 - Robert Jansz. Goris, prior Sint-Margrietklooster
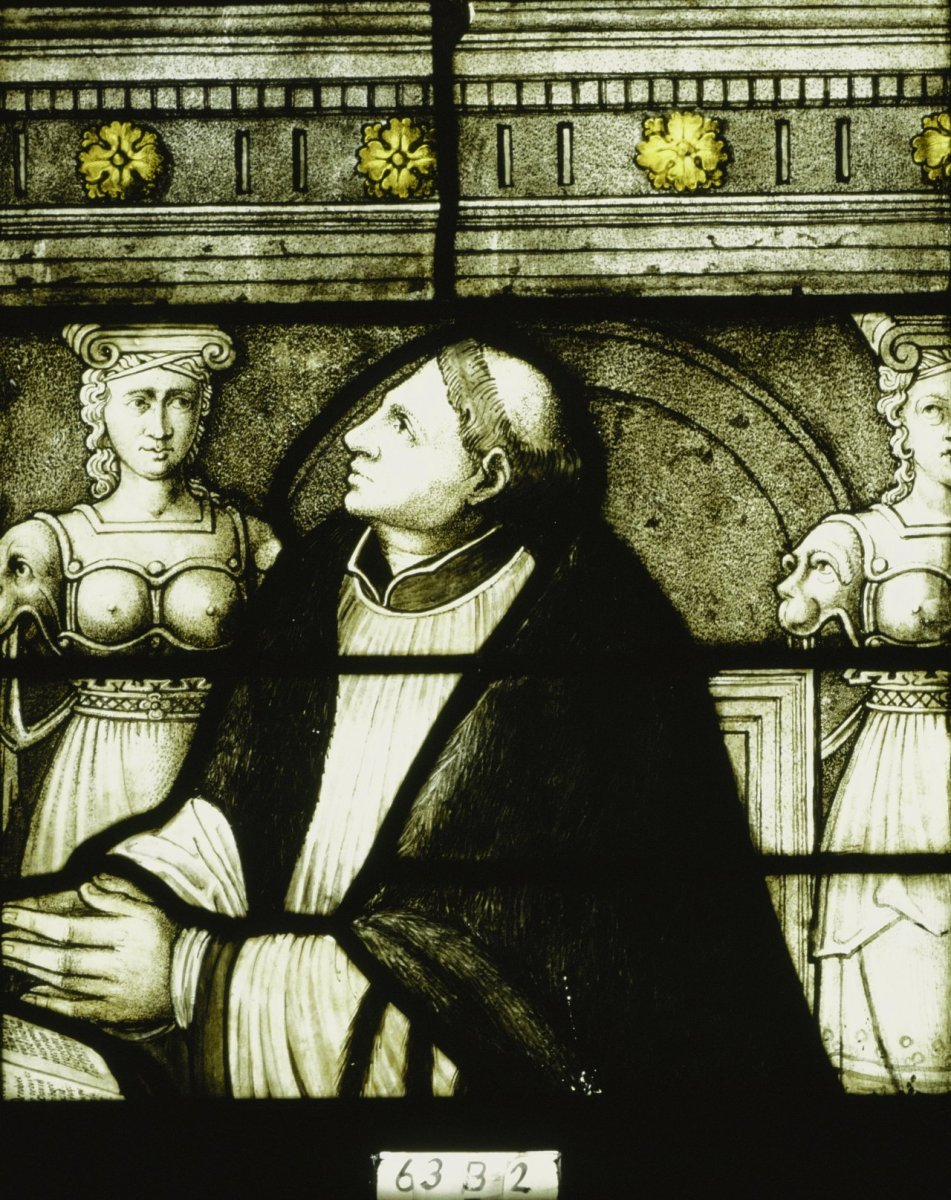
Glas 63 - Willem Jacobsz., overste Sint-Marieklooster
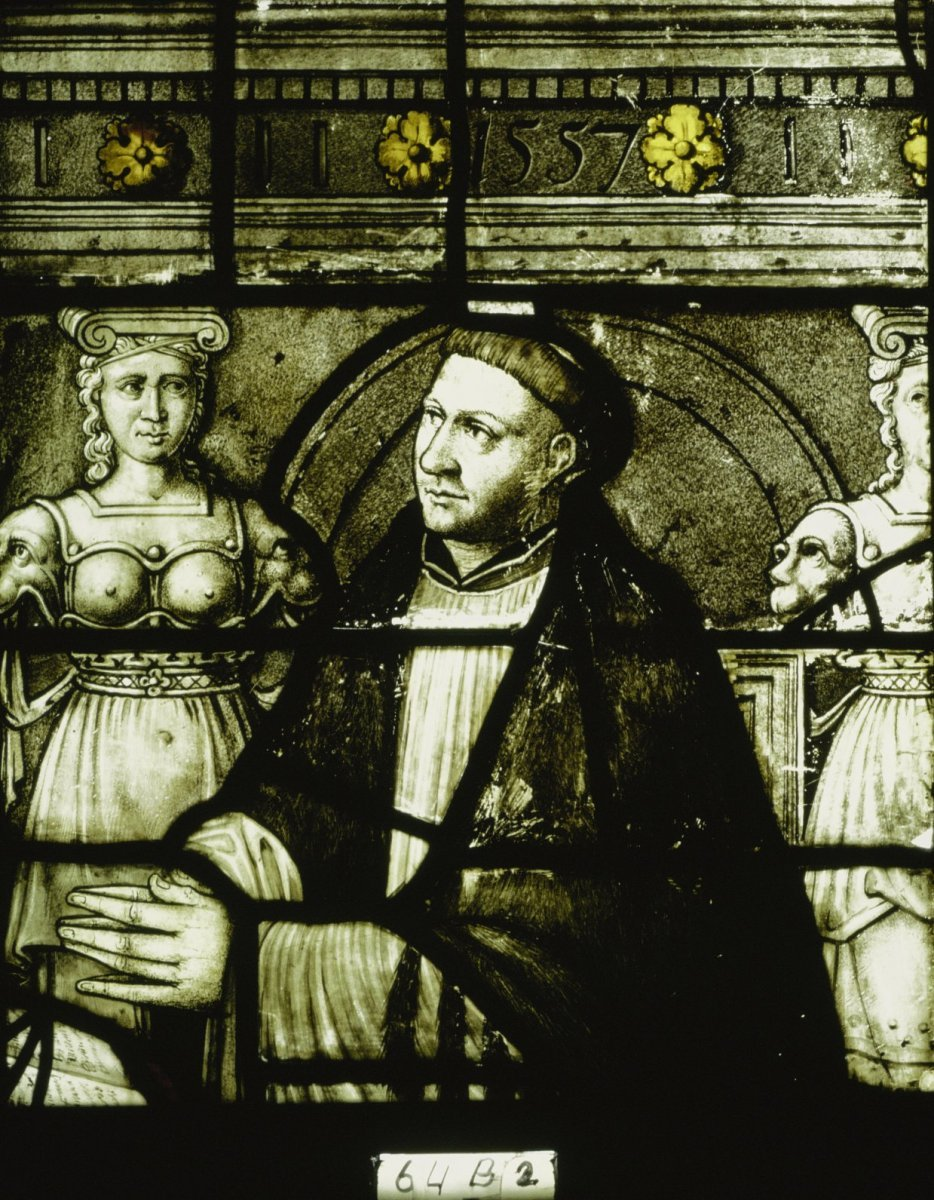
Glas 64 - Thomas Hermansz., overste klooster Mariënpoel